# 全国城市一卡通互联互通

全国城市一卡通互联互通工程标志

全国城市一卡通互联互通工程，是中华人民共和国住房与城乡建设部一度进行的一项便民工作，旨在建立一个方便市民在不同城市间凭借统一标准的“一卡通”来乘坐公共交通工具出行或进行其他异地消费的平台。该平台于2012年7月27日在首批城市正式开通，截至2017年底已經覆盖七批共80个中国城市。目前，该项目已经停止新城市的加入，并实质上已由交通运输部主导的全国交通一卡通互联互通项目取代。

## 进展情况
全国城市一卡通互联互通工作是由住房和城乡建设部具体负责的，2008年时即已经开始筹备。为使各地发布的交通卡使用统一标准并支持互联互通，住建部于2008年发布了《建设事业CPU卡操作系统技术标准》（CJ/T 304-2008）。在确保具备统一的标准体系和安全密钥系统的前提下，于2012年7月27日在上海等首批8个城市正式推出。之后第二批9个城市于2013年4月加入平台，第三批18个城市亦于2013年10月19日正式加入平台，第四批15个城市也于2014年10月31日加入平台，第五批22个城市于2015年11月加入平台，第六批5个城市于2016年12月加入，第七批3个城市于2017年12月加入。
由于全国交通一卡通互联互通的项目的推进，全国城市一卡通互联互通工程原有的缺陷（互通城市需双向互通；接受互通需要双方城市进行谈判并签署协议进行互通；更新/修改白名单的不便）逐渐突出，加上部分城市住建部密钥过期的缘故，许多城市开始用交通部互联互通卡替换住建部互联互通卡并停止住建部互联互通卡在当地的刷卡乘车功能（如莆田）。也有部分城市仅退出住建部互联互通体系，原有的住建部互联互通卡仍可在本地使用（如泰州）。 

## 互联互通卡的使用
一个城市加入平台后，该城市的市民仅需持自己城市的带有“City Union”标志的一卡通（全国互联互通卡），即可在平台内的其他城市乘坐公交、地铁，甚至是轮渡、出租车等，可享受的服务种类及其价格、优惠程度等取决于所去到的城市的规定。

## 卡片的新旧更替
由于全国城市一卡通互联互通卡技术标准与各地现存公交卡并不一致，因此，若持有旧卡的市民想要升级到新卡，一般须重新办理一张符合全国城市一卡通互联互通卡标准的新卡片，费用则依城市而不同。
早期容许发卡机构自行选择发行M1卡（MIFARE ONE，逻辑加密卡）或CPU卡。但逻辑加密卡安全性不足从而被破解、改写导致损失，住建部要求最迟在2019年起全面转换为CPU卡。M1卡无法继续互通使用，需要市民换卡。

## 互通地区列表[3][10]

### 第一批
共8个城市，2012年7月27日加入。
- 上海市：上海公共交通卡
- 江苏省：
  - 常熟市：常熟通，已退出[11]
- 浙江省：
  - 宁波市：甬城通
  - 湖州市：湖州城市公交一卡通
  - 绍兴市：绍兴公交IC卡
  - 台州市：台州通
- 甘肃省：
  - 兰州市、白银市：兰白一卡通，已退出

### 第二批
共9个城市，2013年4月加入。
- 辽宁省：
  - 抚顺市
  - 锦州市
  - 葫芦岛市
- 江苏省：
  - 江阴市：江阴市民卡
  - 昆山市（2017年发行的新版同时拥有交通联合、城市一卡通双应用）[12]
  - 淮安市：淮安通
- 江西省：
  - 南昌市：洪城一卡通
- 湖南省：
  - 永州市：永州城市一卡通[13]
- 四川省：
  - 江油市：江油通

### 第三批
共18个城市，2013年10月19日加入。
- 天津市：天津城市一卡通
- 辽宁省：
  - 沈阳市：盛京通
- 吉林省：
  - 松原市：已退出
  - 辽源市：辽源一卡通，已退出
- 江苏省：
  - 无锡市：无锡市民卡
  - 南通市：南通公共交通卡
  - 泰州市：泰州通，已退出
- 浙江省：
  - 舟山市：舟山市民卡
  - 长兴县
- 福建省：
  - 福州市：榕城一卡通
  - 龙岩市：已退出
- 江西省：
  - 鹰潭市
- 河南省：
  - 驻马店市
- 广东省：
  - 湛江市
- 海南省：
  - 三亚市：已退出
- 贵州省：
  - 凯里市：已退出
- 陕西省：
  - 榆林市：驼城通
- 新疆维吾尔自治区：
  - 克拉玛依市：已退出

### 第四批
共15个城市，2014年10月31日加入。
- 辽宁省：
  - 营口市
  - 兴城市
- 江苏省：
  - 宜兴市
  - 太仓市
- 浙江省：
  - 金华市
- 福建省：
  - 莆田市：已退出
  - 泉州市：泉通卡
  - 晋江市：晋江市民卡，已退出
- 河南省：
  - 郑州市：绿城通
- 湖北省：
  - 十堰市
  - 潜江市：已退出
- 贵州省：
  - 遵义市
- 云南省：
  - 昆明市
- 陕西省：
  - 渭南市：已退出
- 甘肃省：
  - 华亭市：已退出

### 第五批
共22个城市，2015年11月加入。
- 河北省：
  - 邯郸市：已退出
- 辽宁省：
  - 本溪市：已退出
  - 铁岭市：已退出
- 浙江省：
  - 义乌市
- 安徽省：
  - 淮南市
  - 阜阳市：已退出
- 江西省：
  - 九江市
- 山东省：
  - 临沂市：已退出
- 河南省：
  - 荥阳市
  - 南阳市：已退出
  - 漯河市
- 湖南省：
  - （长沙）望城区：已退出[14]
  - 株洲市：已退出
  - 湘潭市：已退出
- 广东省：
  - 珠海市
- 四川省：
  - 自贡市：已退出
  - 阆中市：已退出
  - 西昌市：已退出
- 贵州省：
  - 都匀市：已退出
- 云南省：
  - 大理市：已退出
- 陕西省：
  - 咸阳市：已退出
- 澳门：澳门通

### 第六批
共5个城市，2016年12月加入。
- 浙江省：
  - 温州市：温州市民卡（在学院西路“市民卡服务中心”开通）
  - 嘉兴市
- 江西省：
  - 赣州市
- 河南省：
  - 新郑市
- 陕西省：
  - 杨凌示范区：已退出

### 第七批
- 江苏省：
  - 盐城市：已退出
- 江西省：
  - 上饶市：已退出
- 河南省：
  - 平顶山市：已退出

## 部分异地消费情况
| 省份           | 城市           | 优惠情况                                 | 注意事项                     |
| -------------- | -------------- | ---------------------------------------- | ---------------------------- |
| 上海市         | 上海市         | 基准票价                                 | 建议使用长三角和澳门发行卡片 |
| 天津市         | 天津市         | 基准票价                                 |                              |
| 福建省         | 福州市         | 基准票价                                 |                              |
| 福建省         | 泉州市         | 基准票价                                 |                              |
| 甘肃省         | 兰州市         | 基准票价8.5折                            |                              |
| 甘肃省         | 白银市         | 基准票价8.5折                            |                              |
| 广东省         | 湛江市         | 基准票价                                 |                              |
| 海南省         | 三亚市         | 基准票价                                 |                              |
| 河南省         | 驻马店市       | 基准票价8折                              |                              |
| 湖南省         | 永州市         | 基准票价8.5折                            |                              |
| 江苏省         | 淮安市         | 基准票价8折                              |                              |
| 江苏省         | 江阴市         | 基准票价9.5折                            |                              |
| 江苏省         | 昆山市         | 公交基准票价9.5折                        |                              |
| 江苏省         | 南通市         | 基准票价7折                              |                              |
| 江苏省         | 无锡市         | 基准票价                                 |                              |
| 江西省         | 南昌市         | 基准票价9折                              |                              |
| 江西省         | 鹰潭市         | 基准票价9折                              |                              |
| 辽宁省         | 抚顺市         | 基准票价9折                              |                              |
| 辽宁省         | 葫芦岛         | 基准票价9折                              |                              |
| 辽宁省         | 锦州市         | 基准票价9折                              |                              |
| 辽宁省         | 沈阳市         | 基准票价9折                              | 无                           |
| 陕西省         | 榆林市         | 基准票价                                 | 无                           |
| 四川省         | 江油市         | 基准票价8折 专线票价9折                  | 上海无法使用                 |
| 浙江省         | 长兴县         | 基准票价9.5折                            |                              |
| 浙江省         | 湖州市         | 基准票价9折                              |                              |
| 浙江省         | 宁波市         | 基准票价6折                              |                              |
| 浙江省         | 绍兴市         | 基准票价8折                              |                              |
| 浙江省         | 台州市         | 基准票价6折                              |                              |
| 浙江省         | 舟山市         | 基准票价 参考来源 （页面存档备份，存于） |                              |
| 澳门特别行政区 | 澳门特别行政区 | 5.7澳门元                                |                              |
| 贵州省         | 遵义市         | 待补充                                   |                              |

更新部分信息至2024-05-25，由于资料有限，部分内容仍停留至2014-02-13。

## 註腳
1. ↑  當一張卡票同時存在交通聯合與城市一卡通模塊時，會通過交通聯合扣費（File:澳門公交車扣費優先級.jpg）
2. ↑  個別時間段會使用浮動匯率（File:澳門公交車扣費優先級.jpg）